# 朝まで踊ろう (Mi-Keの曲)
朝まで踊ろう（あさまでおどろう）はMi-Keの8枚目のシングル。

## 解説
- 舘ひろしのカバー曲。
- 作詞クレジットは、原曲と同じくたちひろしとなっている。
- ALBUM『朝まで踊ろう悲しきテディ・ボーイ』、『complete of Mi-Ke at the BEING studio』に収録。
- BMGビクターから発売されたものは現在廃盤となっており、BMGルームスに発売元を替えて販売。

## 収録曲
1. 朝まで踊ろう
作詞: たちひろし　作曲: 長戸大幸　編曲: 池田大介&Mi-Ke Project
2. 星空にTEARDROPS
作詞・作曲:瀬木佑未子　編曲:池田大介&Mi-Ke Project
3. 朝まで踊ろう（オリジナル・カラオケ）

## タイアップ
- TBS系金曜ドラマ『天使のように生きてみたい』挿入歌